# Sankt Peterzell
Sankt Peterzell (toponimo tedesco; ufficialmente St. Peterzell) è una frazione di 1 153 abitanti del comune svizzero di Neckertal, nel Canton San Gallo (distretto del Toggenburgo).

## Geografia fisica
Sankt Peterzell si trova nella media valle del fiume Necker.

## Storia

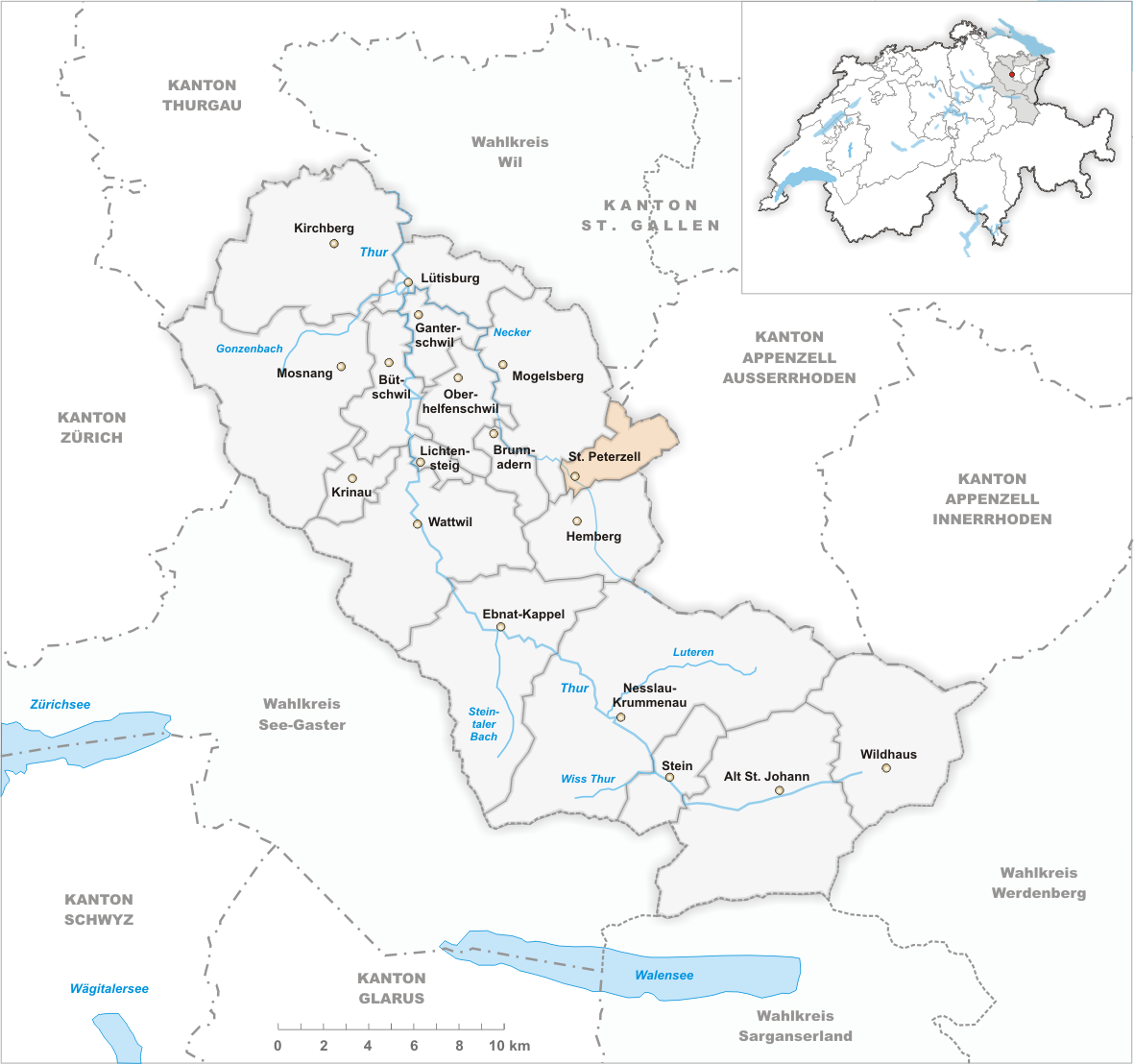
Il territorio del comune di Sankt Peterzell prima degli accorpamenti comunali del 2009

Già comune autonomo istituito nel 1803, si estendeva per 9,38 km² e comprendeva anche le frazioni di Aemisegg, Arnig, Chäseren, Eggen, Hönenschwil, Rüti, Schönenbühl, Stofel e Wald; il 1º gennaio 2009 è stato accorpato agli altri comuni soppressi di Brunnadern e Mogelsberg per formare il nuovo comune di Neckertal.

## Monumenti e luoghi d'interesse
- Chiesa parrocchiale cattolica di San Pietro (già chiesa prepositurale di San Pietro, paritetica fino al 1963), attestata dal 1178 e ricostruita nel 1722 in stile barocco[1];
- Chiesa riformata, eretta nel 1963[1].

## Società

### Evoluzione demografica
L'evoluzione demografica è riportata nella seguente tabella:
Abitanti censiti

## Economia
L'economia locale si basa prevalentemente su agricoltura, artigianato e piccola industria.

## Infrastrutture e trasporti
Sankt Peterzell è attraversato dalla strada principale 8.